# Juan Carlos Apilluelo
Juan Carlos Apilluelo Fernández (Zaragoza, 26 de marzo de 1965) es un deportista español que compitió en triatlón. Ganó una medalla en el Campeonato Mundial de Triatlón de Invierno de 2000, y tres medallas en el Campeonato Europeo de Triatlón de Invierno entre los años 1998 y 2000.

## Palmarés internacional
| Campeonato Mundial | Campeonato Mundial      | Campeonato Mundial | Campeonato Mundial |
| Año                | Lugar                   | Medalla            | Prueba             |
| ------------------ | ----------------------- | ------------------ | ------------------ |
| 2000               | Jaca (España)           | Medalla de bronce  | Individual         |
| Campeonato Europeo |                         |                    |                    |
| Año                | Lugar                   | Medalla            | Prueba             |
| 1998               | Malles Venosta (Italia) | Medalla de bronce  | Individual         |
| 1999               | Malles Venosta (Italia) | Medalla de plata   | Individual         |
| 2000               | Donovaly (Eslovaquia)   | Medalla de bronce  | Individual         |